# Глазовой, Павел Прокофьевич
Павел Прокофьевич Глазовой (укр. Павло Прокопович Глазовий; 30 августа 1922, Новоскелеватка, Кременчугская губерния — 29 октября 2004, Киев) — советский и украинский поэт-юморист и сатирик.

## Биография
Родился 30 августа 1922 года в селе Новоскелеватка (ныне Баштанского района Николаевской области) в семье хлебороба.
Учился в Новомосковской педагогической школе, после окончания которой в 1940 году был призван в армию. Участник Великой Отечественной войны с 10 октября 1940 года, майор.
После войны учился в Криворожском педагогическом институте, где его заметил Остап Вишня, который поддержал писательскую деятельность юноши и помог с переводом в Киев для продолжения учёбы.
В 1950 году окончил филологический факультет Киевского педагогического института. В 1950—1961 годах — заместитель главного редактора журнала «Перець», в дальнейшем — заместитель главного редактора журнала «Мистецтво» («Искусство»).
Жил в Киеве на улице Льва Толстого, 25. Умер 29 октября 2004 года. Похоронен в Киеве на Байковом кладбище (участок № 49б).

## Творческая деятельность
Печатался с 1940 года.
Отдельными изданиями вышли:
- поэма «Слався, Вітчизно моя!» (1958);
- поэтические сборники сатиры и юмора:
  - «Великі цяці» (1956);
  - «Карикатури з натури» (1963);
  - «Коротко і ясно» (1965);
  - «Щоб вам весело було» (1967);
  - «Мініатюри та гуморески» (1968);
- шуточная поэма «Куміада» (1969);
- «Усмішки» (1971);
- «Смійтесь, друзі, на здоров’я» (1973);
- «Байки та усмішки» (1975);
- «Весела розмова» (1979);
- «Хай вам буде весело» (1981);
- «Сміхологія» (1982).

Книги для детей:
- «Пушок і Дружок» (1957) и «Старі друзі» (1959) — в соавторстве с Фёдором Макивчуком;
- «Про відважного Барвінка та Коника-Дзвоника» (1958) — в соавторстве с Богданом Чалым;
- «Іванець-Бігунець» (1963);
- «Як сторінка, то й картинка» (1964);
- «Про Сергійка-Нежалійка та клоуна Бобу» (1965);
- «Перченя» (1966).

Среди последних книг — «Вибрані усмішки» (1992), «Веселий світ і Чорна книга» (1996), сборник «Сміхослов» (1997). В них собраны произведения разных жанров: басни, юмористические и лирические стихотворения, проза, шуточные поэмы, детские сказки.
Немало басен и миниатюр имеют черты народного анекдота. Его произведения исполняли народные артисты Анатолий Литвинов и Анатолий Паламаренко, Андрей Сова, Тарапунька и Штепсель. Пик популярности Павла Глазового пришёлся на 1980-е годы. Тогда без его юморесок не выходил ни один журнал «Перец», они часто звучали со сцены.

## Награды
- Орден «За заслуги» (Украина) 3-й степени (9 сентября 1997)[2];
- Заслуженный деятель искусств Украины (1993);
- Литературная премия имени Остапа Вишни (1988) — за книгу «Смехология»[3];
- Орден Отечественной войны 2-й степени (6 апреля 1985)[4].

## Память
- В городе Белая Церковь создан международный благотворительный фонд имени Павла Глазового;
- В 2011 года в Киеве, на доме по улице Льва Толстого, 25, где в 1951—2004 годах жил и творил поэт-юморист, установлена гранитная памятная доска;
- В журнале «Перець» № 10 за 1980 год размещён дружеский шарж А. Арутюнянца, посвящённый сатирику;

- 28 декабря 2022 года НБУ выпустил памятную монету посвящённую Павлу Глазовому[5][6].
- В 2016 году в городе Кривой Рог улицу Балакина переименовали в улицу Павла Глазового [7].
- В городе Краматорск улицу Крылова переименовали в улицу Павла Глазового.
- 22 июня 2023 года в городе Ирпень улицу Кошевого переименовали в улицу Павла Глазового.
- 18 января 2024 года в городе Киев улицу Григория Онискевича переименовали в улицу Павла Глазового.